# دارالجامع
دارالجامع (به فرانسوی: Dar Jamaâ) یک شهرک در مراکش است که در استان حوز واقع شده‌است. دارالجامع ۵٬۷۶۲ نفر جمعیت دارد.